# Музей Боде
Музеят Боде (на немски: Bode-Museum) принадлежи към берлинския архитектурен ансамбъл Музеен остров, внесен в списъка на световното културно и природно наследство на ЮНЕСКО. Създаден е по нареждане на германския кайзер и крал на Прусия Вилхелм II, построен е от архитекта Ернст фон Ине (Ernst von Ihne). Сградата е в необароков стил, изградена е в периода 1898 – 1904 г. Първоначално музеят носи името на Фридрих III и е известен като „Mузей Kайзер Фридрих“. През 1956 г. музеят е преименуван в чест на своя куратор, музейния деятел и историк на изкуството Вилхелм фон Боде.

## История
Идеята за изграждане на музей за изкуства в Берлин възниква още през 1840-те години. През 1883 г. пруската принцеса Виктория Сакскобургготска публикува своята концепция. Предложението за музея, което се приема и се реализира по нареждане на германския кайзер и крал на Прусия Вилхелм II, е на историка на изкуството Вилхелм фон Боде. Музеят се изгражда между 1897 и 1904 г. от придворния архитект Ернст фон Ине, строителството ръководи Макс Хасак (Max Hasak). Сградата се предоставя на създадената от Боде колекция скулптури и картини, първите предмети на която са от кунсткамерата на бранденбургските курфюрсти. Музеят се открива на 18 октомври 1904 г., рождения ден на Фридрих III, починал през 1888 г., и първоначално носи името на „99-дневния кайзер“ на Германия. 
По време на Втората световна война, в сравнение с другите сгради на Музейния остров, музеят претърпява най-малко щети и едва през 1951 г. се налага монтирането на авариен покрив. В оцелелите зали на сградата временно се настаняват Египетският музей с папирусната колекция, Музеят на пред- и ранна история, картинната галерия, скулптурната колекция и монетният кабинет. През 1954 г. колекциите стават частично достъпни за публиката. На 1 март 1956 г. с разпореждането на Йоханес Р. Бехер, тогавашният министър на културата на ГДР, музеят се преименува в памет на неговия създател и се нарича Музей Боде.  Възстановяването на сградата продължава до юбилейната 750-годишнина на Берлин през 1987 година.
През 1997/1998 г. поради множеството сериозни пропуски, установени в началото на 1990-те години, се взема решение за основен ремонт. Той включва реставрация на цялата 100-годишна сграда на музея, осъвременяване на неговите технически съоръжения и обновяване на възстановените след войната многобройни строителни и декоративни елементи. Реновираният музей се открива през октомври 2006 г.

## Архитектура

### Външен вид
Сградата е в стил на необарок, намира се на северозападния край на Музейния остров, построена е върху терен с неправилна триъгълна форма и площ 6000 m². Над основната част на сградата се извисява 39,50-метров купол, изработен от дърво и стомана. По време на реставрацията на музея през 1950 г. куполът получава шиферно покритие. При цялостната реновация на сградата около 2002 г. куполът се покрива с медна ламарина, с което се възстановява неговият оригинален вид.
Въпреки неправилната форма на използваната площ, архитектът на музея успява да създаде впечатление за напълно симетрична тригълна сграда. Покритата с купол полукръгла входна част е увенчана с балюстрада със скулптурни фигури, олицетворяващи музите и известните градове на изкуството. Към площадката пред музея води двойният мост Монбижу, свързващ острова с бреговете на реката Шпрее. Музеят е облицован с пясъчник от различни находища в Силезия. Външният изглед на цокъла и етажите, разделени с коринтски полуколони и ризалити, създава илюзията на издигаща се от реката сграда.

#### Конна статуя
През 1904 г. на площадката на моста Монбиджу бе поставена около 6,80 метра висока конна статуя на Фридрих III. Бронзовата статуя бе върху гранитен постамент с посвещение на германския император. Конната статуя на Фридрих III бе насочена към входа на музея и създаваше мисловна връзка с конната статуя на Великия курфюрст, намираща се във вестибюла на сградата и насочена към външната врата. Образът на яздещите един към друг конници символизираше посрещането на сина от бащата. Същевременно, връзката между двете статуи илюстрираше приемствеността между Андреас Шлютер, автора на вътрешната скулптура, и архитекта Ернст фон Ине.
През 1951 г. конна статуя на Фридрих III бе разтопена по идеологически причини, по-късно бе премахнат и постаментът. Моделът на конната статуя се намира в хранилището на Историческия музей в Регенсбург.

### Вътрешен вид
Музеят е построен така, че при пресичането на неговите крила се образуват пет вътрешни двора. Зад фоайето започва впечатляваща поредица от помещения, които образуват централната ос на сградата. Първото е Голямата куполна зала с широко стълбище. В центъра на залата се издига галванопластичното копие на конната статуя на Великия курфюрст. Следващото помещение е Залата Камеке със статуи, някога украсявали покрива на построената от Шлютер и вече несъществуващата Вила Камеке. Поредицата зали продължава с базилика в стила на италианския Ренесанс. Нейните странични параклиси са украсени с цветни глазирани теракоти на Лука дела Робиа и олтар от Флоренция. Последната в поредицата е Малката куполна зала със стълбище в стил Рококо. В нейното подножие се намират пренесените от двореца Сансуси скулптури на Венера и Меркурий на Жан-Батист Пигал. На горното ниво на залата са поставени мраморни статуи на шест генерала на Фридрих Велики.
Вътрешните архитектурни детайли – мраморни подове, покрити тавани, камини и олтари – Боде купува основно в Италия. С избора си той се стреми да предаде на посетителите атмосферата на изминалите епохи.

## Колекции
Първите сбирки на своя музей Боде купува от известните колекционери, банкерите Адолф Тим (Adolph Thiem) и Джеймс Симон (James Simon). Те продават своите колекции на символична цена, но изразяват желание, предметите да не се групират тематично, а според бившите им притежатели. Боде се съобразява с това желанието и подрежда музейните експонати – скулптури, картини, мебели, предмети на приложното изкуство – по начин, обичаен по онова време за големите частни колекции. Образователна функция на музея Боде прилага в така наречените „Стилни зали“, където експонатите се подреждат според историческите периоди.
Днес, музеят „Боде“ представя скулптури, произведения на византийското изкуство, модели и медали. Експонатите са подредени както по географски признак, така и хронологично. Византийското и готическото изкуство на Северна и Южна Европа се намира на първия етаж, изкуството на Ренесанса и Барока е представено на втория етаж. Следвайки замисъла на основателя на музея, Вилхелм фон Боде, скулптурите, картините и другите предмети са подредени смесено в залите и възсъздават стила, характерен за частни колекции.

### Скулптури
Колекцията съдържа произведенията от Средновековие до края на 18 век. Авторите са от немскоезичните страни, а също от Франция, Холандия, Италия и Испания. Фокусът на колекцията е върху ранния италиански Ренесанс – сред акцентите са теракотите на Лука дела Робиа (Luca della Robbia), скулптурите на Донатело, Дезидерио да Сетиняно (Desiderio da Settignano), Франческо Лаурана (Francesco Laurana) и Мино да Фиезоле (Mino da Fiesole). Силно присъствие имат германските скулптори от епохата на късната Готика – Тилман Рименшнайдер (Tilman Riemenschneider), Ханс Брюгеман (Hans Brüggemann), Ханс Лайнбергер (Hans Leinberger). В залите са изложени големи фигури на рицарите от времето на Тридесетгодишната война, ренесансови и барокови пластики от алабастър и слонова кост. Работите на Игнац Гюнтер (Ignaz Günther), Йозеф Антон Фойхтмайер (Joseph Anton Feuchtmayer), Едме Бушардон (Edme Bouchardon), Пиер Пюже (Pierre Puget), Жан Антоан Удон представят скулптурата на рококо и ранния класицизъм.

### Музей на византийското изкуство
Колекцията съдържа произведения на изкуство и предмети за бита от Западната Римска империя и от Византийската империя от 3-ти до 15 век. В съответствие с териториите, заемани от империите, експонатите са от целия античен Средиземноморски регион, Северна Африка, Балканите, Близкия изток и Русия. В рамките на този широк спектър музеят има свой специфичен профил: Римските късноантични саркофази и техните фрагменти представят панорамата на раннохристиянската иконография в столицата на Западната Римска империя. Богатата сбирка от скулптурните фигури и декоративните пластики от Византийската империя демонстрира стиловото разнообразие и развитие. Предметите от резбована слонова кост и иконите в мозаечна техника представят високото ниво на византийското придворно изкуство. Находките от Египет включват предметите за всекидневна употреба и християнски ритуали.

### Монетен кабинет
Колекцията е една от най-старите сбирки на Фондацията за пруското културното наследство. Началото на нейното създаването е положено от кунсткамерата на бранденбургските курфюрсти към края на 16 век. През 1868 г. кабинетът получава статут на отделен музей, а през 1904 г. колекцията е настанена в специално обзаведените помещения в сутерена на музея Боде.
Колекцията е сред най-големите нумизматични сбирки в света. Нейната ценност се дължи на завършените серии от монети, чийто произход варира от началото на тяхното сечене в Мала Азия през седмия век преди Христа до наши дни. В постоянните изложби е показана само малка част от над 500000 обекта. Най-редките образци на древните монети, 1400 на брой, са подредени в музея Пергамон. В музея Боде са изложени 4000 монети и медали, те заемат четири зали на втория етаж. Кабинетът притежава виртуален интерактивен каталог, който показва както отделните колекции, така и единичните експонати с техните описания. Останалата част от сбирката се намира в сутерена и може да се види след предварителна уговорка. Към кабинета има специализирана нумизматична библиотека, достъпна за посетителите на музея.

#### Кражба на Голям кленов лист
Монетите „Голям кленов лист“ (Big Maple Leaf) са серия от 6 златни инвестиционни монети. Изсечени са от Кралския канадски монетен двор през 2007 г. с тегло на всяка 100 kg, диаметър 50 cm и дебелина 3 cm. Нумизматичната цена на една монета през 2008 г. възлиза на 2 милиона долара. През 2010 г. испанската компания за търговия със злато Oro Direct купува един „Голям кленов лист“ за около 4 милиона евро – цена, до която се стига в резултат на търг. Другите 4 монети са собственост на Кралския канадски монетен двор (1 брой), Британското кралско семейство (1 брой) и на Обединените арабски емирства (2 броя). Една монета се придобива от частно лице. Лицето дава монетата назаем на монетния кабинет на музея Боде за експозицията „Златни гиганти“. Този „Голям кленов лист“ е откраднат в ранните часове на 27 март 2017 г. от трима младежи, предположително членове на арабска престъпна група. Търсенето на монетата от немската полиция не води до резултат и се предполага, че тя е продадена в разрязан вид. През юли 2018 г. берлинските правоохранителни служби конфискуват 77 имота на стойност около 10 милиона евро, собственост на арабски престъпен клан, вероятно причастен към обира на музея.